# Kost Lewyzkyj

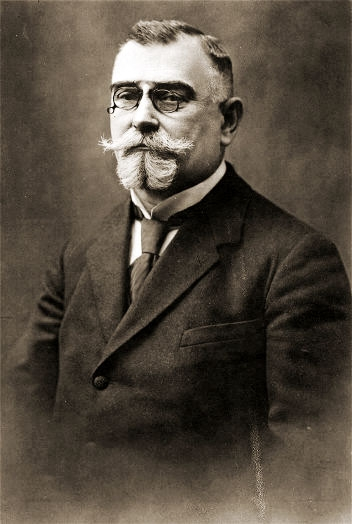
Kost Lewyzkyj

Kostjantyn „Kost“ Antonowytsch Lewyzkyj (ukrainisch Костянтин "Кость" Антонович Левицький, * 18. November 1859 in Tysmenyzja, heute Oblast Iwano-Frankiwsk, Ukraine; † 12. November 1941 in Lemberg, Ukraine) war ein bekannter Lemberger Rechtsanwalt und galizischer Politiker, Vorsitzender der Ukrainischen nationaldemokratischen Partei (UNDP).
Von 1907 bis 1918 war Lewyzkyj Abgeordneter des österreichischen Reichsrates, wo er lange Zeit das Amt des Vizepräsidenten des Abgeordnetenhauses innehatte, von 1910 bis 1916 auch den Vorsitz der Reichsratfraktion des ukrainischen parlamentarischen Klubs führte und in beiden Kammern des Reichsrates die Vereinigung der ukrainischen Parlamentsmitglieder leitete. Zwischen 1908 und 1914 war Lewyzkyj auch Mitglied des Galizischen Landtages, wo er auch das Amt des Vizepräsidenten der Kammer und den Vorsitz des „Ruthenischen Klubs“ (1910–1914) ausübte. 
Nach der Auflösung von Österreich-Ungarn war er der erste Präsident des Staatssekretärenrates – der Regierung der Westukrainischen Volksrepublik.

## Leben und Werk
Kost Lewyzkyj wurde 1859 in dem kleinen galizischen Städtchen Tysmenyzja bei Stanislau (heute Iwano-Frankiwsk) in die Familie eines griechisch-katholischen Priesters geboren. 1878, nach dem Abschluss des Gymnasiums in Stanislau, folgten Rechtsstudien an den Universitäten in Lemberg und Wien, 1884 die Promotion zum Doktor der Rechte an der Universität Wien.
1881 war er Mitbegründer der ersten Berufsvereinigung ukrainischer Anwälte Kruschok prawnyzyj („Juristisches Zirkel“), zudem war er auch Vorstandsmitglied von „Prosvita“.
1889 gründete er mit anderen Lemberger Rechtsanwälten die ukrainische Juristische Zeitschrift (ab 1894 – Ausgabe der Wissenschaftlichen Schewtschenko-Gesellschaft in Lemberg), kurz danach die Quartalszeitschrift der Vereinigung ukrainischer Rechtsanwälte Schyttja i prawo („Leben und Recht“).
1890 machte Lewyzkyj eine Anwaltskanzlei in Lemberg auf. Die Arbeit als Rechtsanwalt vereinte er mit der Tätigkeit in unterschiedlichen Gremien der ukrainischen Wirtschaftsverbände wie der Handwerkergenossenschaft Sorja („Stern“), der Verbrauchergenossenschaft Narodowa torhiwlja („Volkshandel“, 1883), der Genossenschaftsbank Dnister (1891), der Landeskreditunion (1898), der Landesrevisionsunion (1904) und der Landeshypothekenbank (1910).
In der Zwischenkriegszeit war Lewyzkyj Mitglied des Zentralkomitees des ukrainischen nationalen demokratischen Verbandes, Direktor der Centrobank und verfasste wesentliche historische Abhandlungen über die Geschichte der Ukraine.
Nach dem Einmarsch der Roten Armee im September 1939 in der Westukraine wurde er von sowjetischen Behörden verhaftet und im Lubjanka-Gefängnis in Moskau eingekerkert. Im Frühling 1941 wurde er entlassen und konnte nach Lwiw zurückkehren. Acht Tage nach Beginn des Deutsch-Sowjetischen Krieges wurde am 30. Juni 1941 ein kurzlebiger ukrainischer Staat verkündet, wobei Lewyzkyj den Ältestenrat der Nationalregierung unter dem Patronat von Stepan Banderas Fraktion der Organisation Ukrainischer Nationalisten leitete. Er starb im November 1941 in Lemberg und wurde dort auf dem Janiwskyj-Friedhof bestattet.
Lewyzkyj gilt als einer der wesentlichen Begründer einer ukrainischen Rechtsterminologie; er übersetzte zahlreiche österreichische Gesetze aus dem Deutschen und verfasste ein deutsch-ukrainisches Fachwörterbuch für Juristen. Besonders bemühte er sich um den Zugang der ukrainischen Bevölkerung Galiziens zur Rechtshilfe und um die Aufklärung über ihre Rechte. Bekannt ist seine Serie von populären Rechtsaufsätzen für die meist ländliche Bevölkerung, wie Unsere Freiheit, oder Welche Rechte haben wir (1888), Unser kommunales Gesetz, oder Welche Rechte und Pflichten haben wir in der Kommune (1889) etc.